# Чінкадзеебі
Чінкадзеебі (груз. ჭინკაძეები) — село в Грузії.
За даними перепису населення 2014 року в селі проживає 202 особи.